# Étang de Soulcem
L'Étang de Soulcem ou barrage du Pla de Soulcem est un lac dû à un barrage dans les Pyrénées françaises situé en Haute-Ariège, sur la commune d'Auzat, dans la vallée du Vicdessos. 

## Géographie

### Hydrographie
- surface du bassin versant : 44,30 km2
- surface de la retenue (à RN[2]) : 0,90 km2
- volume de la retenue (à RN[2]) : 29,30 hm³
- débit de prise : 7 m³/s
- débit d'évacuation des crues : 134 m³/s
- débit de vidange : 85 m³/s

### Accès
Depuis le bourg de Vicdessos, le barrage est accessible par la route départementale 8 qui longe le ruisseau du Mounicou en direction du sud au-delà du hameau de Marc. Le GRT62 suit ici le même parcours pour ensuite franchir en altitude la frontière espagnole (Pallars Sobirà) au port de Bouet (2 509 m). Peu après la cascade de Labinas survient le GRT63 qui conduit cette fois à la frontière andorrane (paroisse d'Ordino) au port de Rat (2 539 m).

## Histoire

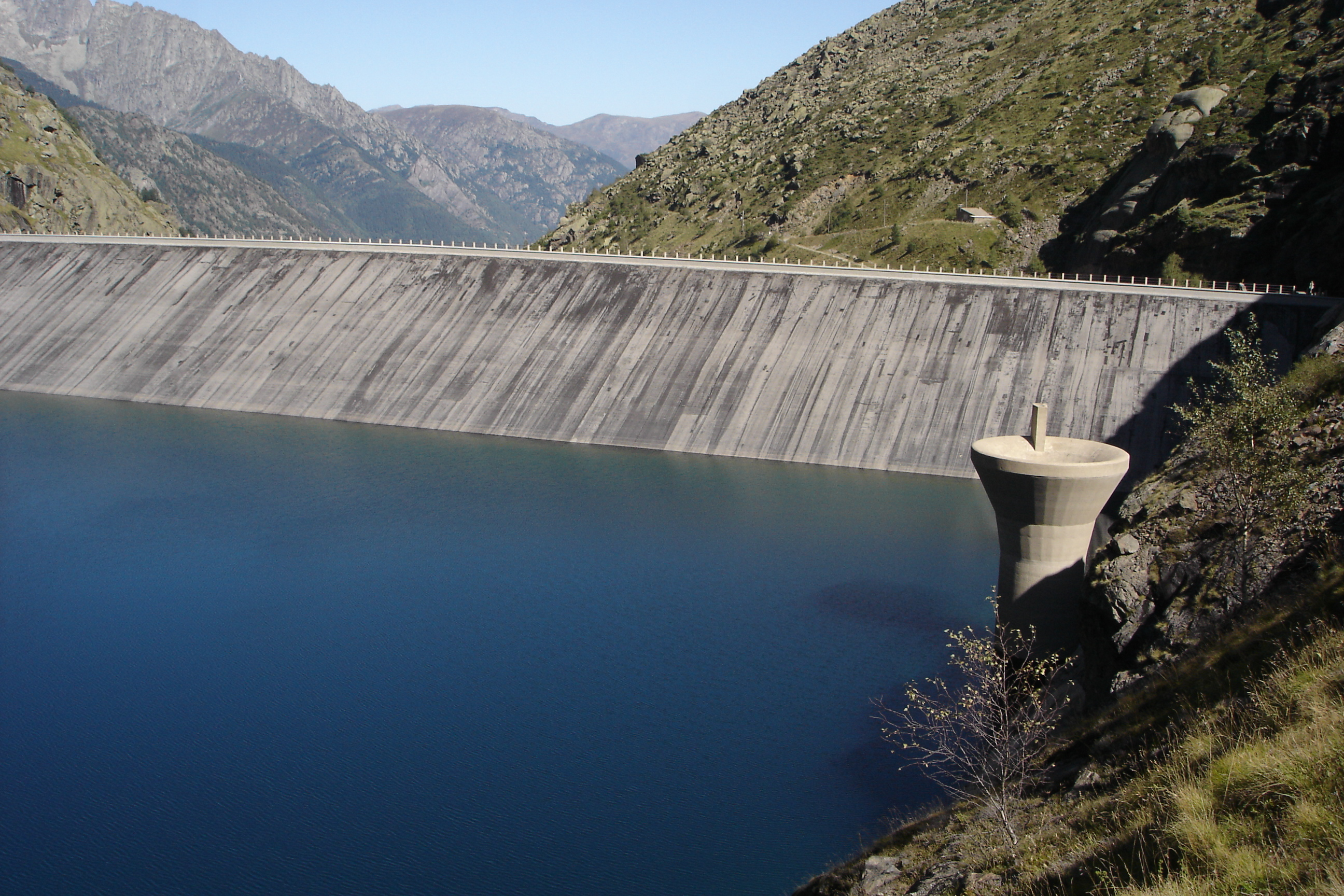
Le barrage du Pla de Soulcem et sa tulipe d'évacuation des crues

Le barrage a été édifié entre 1980 et 1983 par Électricité de France.
La construction de ce barrage a noyé un vaste plateau (Pla) historiquement voué au pastoralisme. 
La route départementale construite pour réaliser et desservir le barrage a permis d'envisager un projet de liaison transfrontalière avec l'Andorre par une route vers Ordino-Arcalis avec un projet de tunnel d'altitude de 800 mètres au Port de Rat. En grande partie réalisée côté andorran avec un début de tunnel à 2 370 m d'altitude sur une longueur d'environ 200 mètres jusqu'au point frontière, la liaison est plus longue et plus délicate à finaliser côté français du fait de couloirs d'avalanches et de 600 m de tunnel restant.
L'hypothèse d'une route touristique estivale serait sans doute le compromis à même de relancer ce projet inachevé.
Le 28 mars 2025, quatre femelles bouquetins ibériques (Capra pyrenaica victoriae) venues de la Sierra de Guadarrama (Espagne) ont été relachées près de l'étang afin d'apporter de la diversité génétique à la population antérieurement introduite et déjà présente dans les environs.

## Barrage

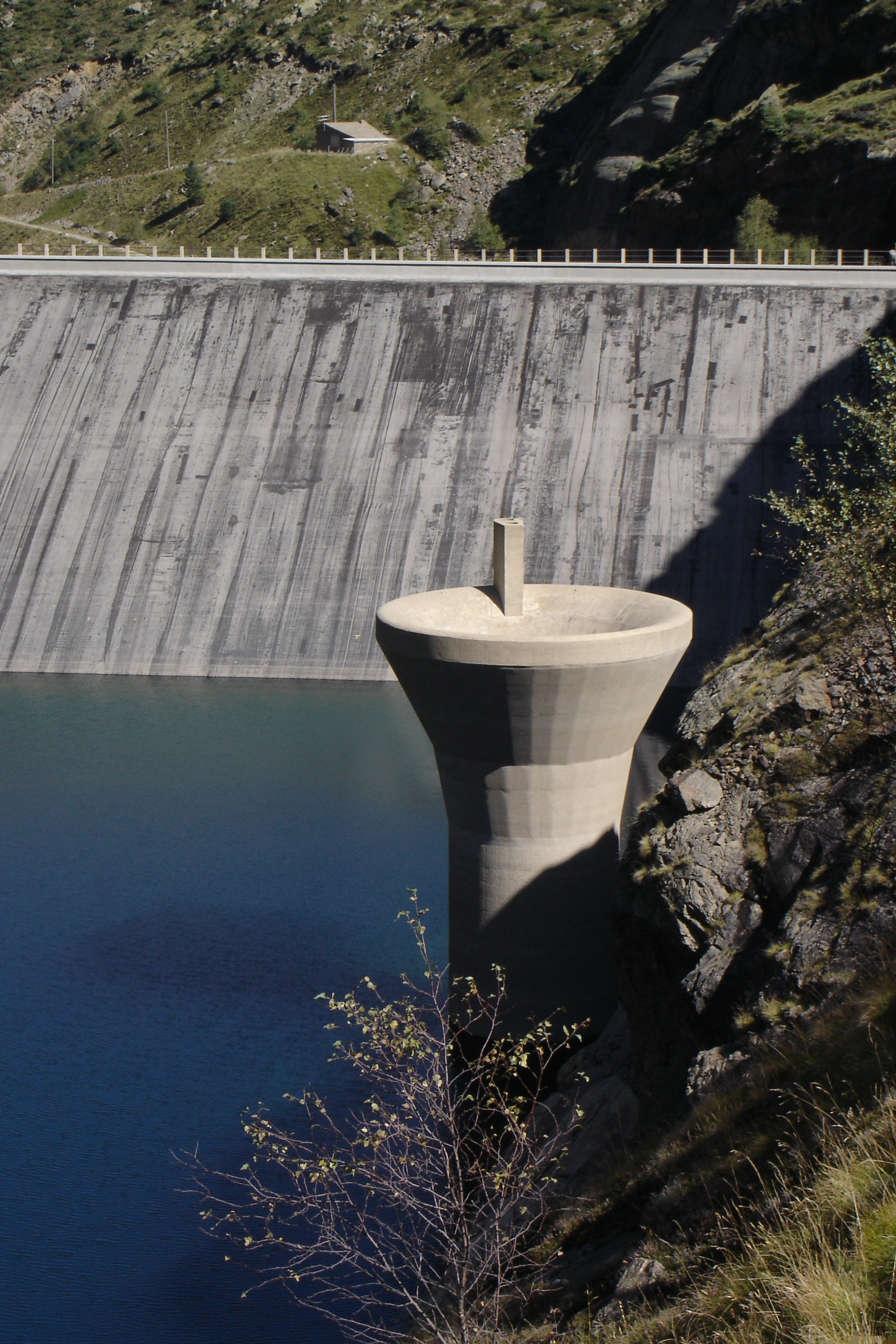
Tulipe d'évacuation des crues du barrage du Pla de Soulcem

Le barrage du Pla de Soulcem est un barrage en remblai, constitué de terre et enrochements, et recouvert d'un masque amont en béton bitumineux assurant l’étanchéité côté amont dans le massif du Plantaurel. Les fondations sont réalisées en gneiss, éboulis et alluvions.
Caractéristiques de l'ouvrage
- hauteur sur fondations : 78 mètres
- hauteur sur terrain naturel : 66,50 m
- longueur de la crête : 275 m
- largeur de la crête : 15 m
- altitude de la crête : 1 581,50 m
- altitude de la retenue normale : 1 577,50 m
- altitude des plus hautes eaux : 1 579,00 m
- épaisseur en pied : 250 m
- fruit amont : 1,85
- fruit aval : 1,6
- volume du barrage : 1 642 000 m³
- volume de retenue : 29,3 hm³

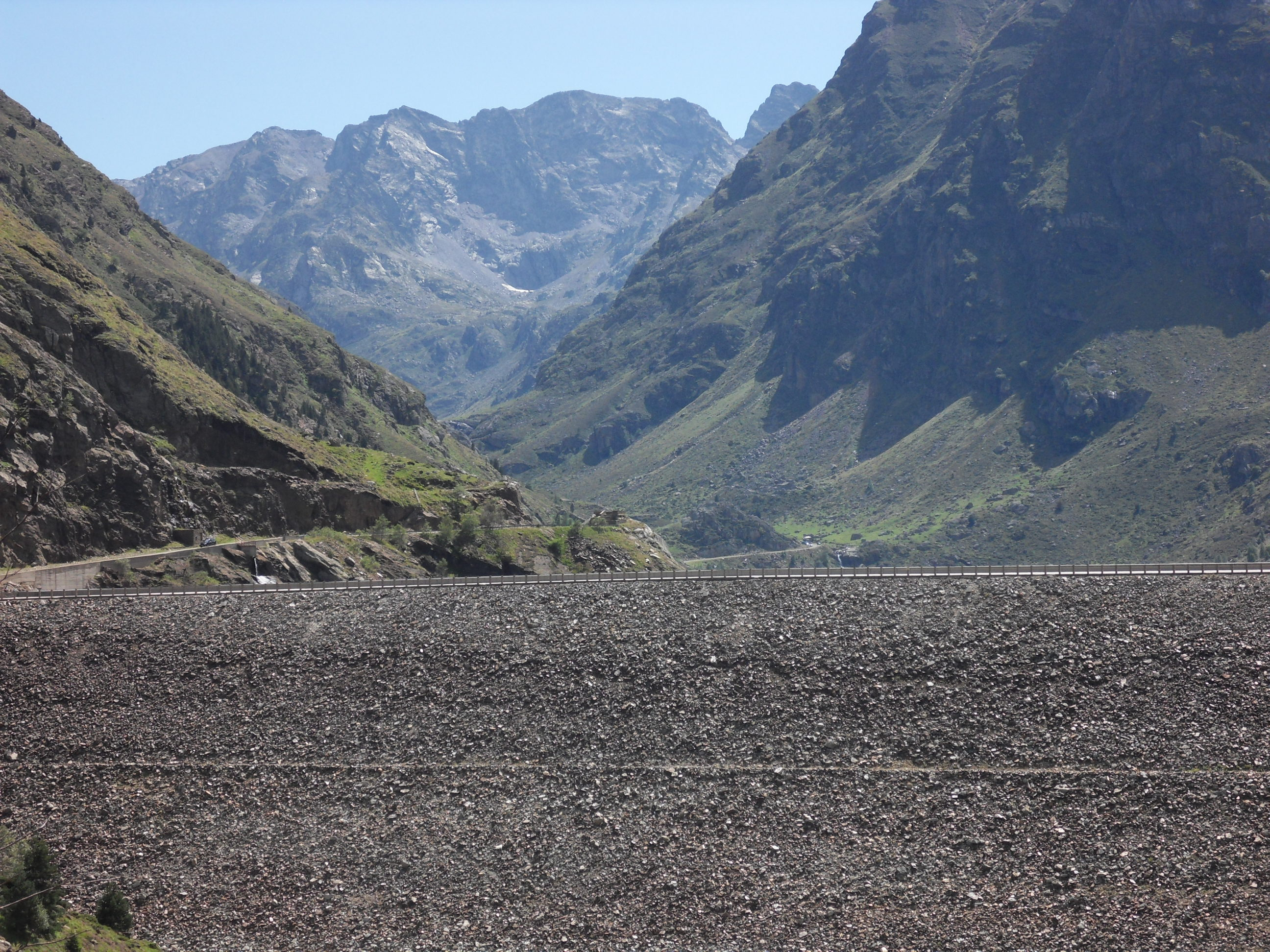
Barrage de type remblai à masque

L'évacuation des crues est assurée par une tulipe en rive droite, débouchant dans la galerie de vidange comportant deux vannes plates en série.
L'eau prélevée dans la retenue est acheminée par des conduites forcées souterraines jusqu'à la centrale électrique de Soulcem, près du hameau de l'Artigue mise en service en 1980. Celle-ci, avec une hauteur de chute de 409 mètres, produit 62 000 000 kWh par an.

## Cyclisme
Pour la première fois, le Pla de Soulcem reçoit l'arrivée à 1 654 m d'altitude d'une course cycliste : la quatrième étape de la Ronde de l'Isard 2025, partie d'Espéraza dans l'Aude et remportée par le Colombien Juan Felipe Rodriguez.